# Nicolas Louis de Salligny
Pour les articles homonymes, voir Saligny.
Nicolas Louis de Salligny, seigneur de Matignicourt (Vitry-le-François, 12 décembre 1736 – Vitry-le-François, 20 mai 1819), est un magistrat et homme politique français des XVIIIe et XIXe siècles.

## Biographie
Lieutenant des maréchaux de France en la sénéchaussée et siège présidial de Sarlat le 14 septembre 1768, Nicolas Louis de Salligny était président du tribunal criminel du département de la Marne, quand il fut élu, le 24 vendémiaire an IV, « député » de ce même département au Conseil des Anciens, par 223 voix (286 votants).
Il fut membre du comité judiciaire, parla sur les attributions des juges de paix, sur le paiement des contributions et des fermages arriérés, présenta un rapport sur une contribution personnelle et somptuaire pour l'an IV, et combattit les résolutions relatives aux patentes et au régime hypothécaire. Il donna aussi son opinion sur les droits de la République à la succession des émigrés et fut membre de diverses commissions. Son mandat législatif lui avait été renouvelé le 24 germinal an VII.
Partisan du coup d'État du 18 Brumaire, il fut encore élu, le 4 nivôse an VIII, par le Sénat conservateur, député de la Marne au Corps législatif. Il fut membre de la commission administrative, de la commission des inspecteurs, secrétaire le 17 floréal an XI, en sortit en l'an XII, et ne reparut plus sur la scène politique.

### Ascendance et postérité
Dernier enfant d'Antoine de Salligny (1687-1765), seigneur de Matignicourt, avocat en parlement, échevin de Vitry-le-François (1747), et de Françoise (1695-1772), fille d'Antoine de Saint-Genis (1666-1699) épousa, le 2 mai 1764 à Vitry-le-François, Henriette-Louise, dite Marie-Françoise (1743-1766), fille de François de Saint-Genis (1709-1785).
- Veuf, il se remaria, le 24 février 1767 à Vitry, avec Marie (1742-1780), fille de Nicolas de Ballidart (1712-avant 1760), seigneur de la Pénicière, capitaine au Royal Artillerie, dont il eut :
  - Victoire (Vitry-le-François, 18 avril 1769 - Vitry-le-François, 8 juillet 1813), mariée, le 20 février 1794 à Vitry-le-François, avec Joseph Barbier, dit Barbier de Salligny (1756-1821), député de la Marne, dont postérité ;
  - Françoise (1770 - Vitry-le-François, 28 mai 1852), mariée le 21 octobre 1794 à Vitry, avec Augustin Barbier (1758-1830), frère de Joseph, dont postérité ;
  - Charles de Salligny (1772-1809), général de division, marié, dont :
    - Postérité.